# Mohammed Babangida
Mohammed Babangida – nigeryjski zapaśnik walczący w stylu wolnym. Wicemistrz igrzysk afrykańskich w 1987 i mistrzostw Wspólnoty Narodów w 1989 roku.